# Landgericht Bromberg (1815–1834)
Das Landgericht Bromberg war von 1815 bis 1834 ein preußisches Landgericht mit Sitz in Bromberg.

## Geschichte
Nach dem Ende der Franzosenzeit wurde die der französische Gerichtsorganisation entsprechende Gerichtsorganisation im Herzogtum Warschau zunächst übernommen. Es bestanden damit Friedensgerichte, darüber Landgerichte und dann das Oberlandesgericht. Das Gericht zweiter Instanz Bromberg wurde als Landgericht Bromberg fortgeführt und dem Oberlandesgericht Posen nachgeordnet. Seinen Sprengel bildeten die Kreise Bromberg, Schubin und Inowrazlaw. Ihm waren vier Friedensgerichte zugeordnet:
| Friedensgerichte           | Sitz       | Anmerkungen |
| -------------------------- | ---------- | ----------- |
| Friedensgericht Bromberg   | Bromberg   |             |
| Friedensgericht Inowrocław | Inowrazlaw |             |
| Friedensgericht Koronowo   | Koronowo   |             |
| Friedensgericht Szubin     | Schubin    |             |

Am Gericht war ein Präsident, ein Direktor und sechs Räte beschäftigt. Es war damit ein Landgericht 1. Klasse. Diese wirkten bei wesentlichen Fällen als Kollegialorgan.
1834 wurde die Gerichtsorganisation geändert und einheitlich Land- und Stadtgerichte gebildet. Gleichzeitig wurde das Oberlandesgericht Bromberg gebildet, darunter das Land- und Stadtgericht Bromberg im Sprengel des Oberlandesgerichts Bromberg als Nachfolger des Landesgerichtes Bromberg. Auch in Inowraclaw und Schubin wurden Kreisgerichte eingerichtet.